# Cinébref

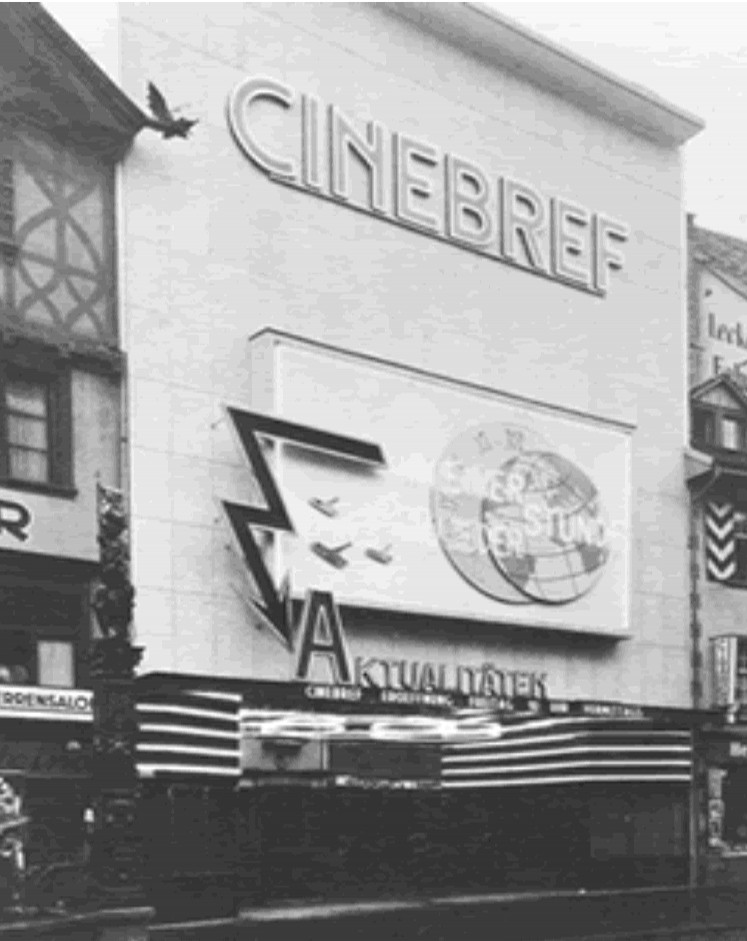
Le Cinébref de Bâle en 1938.

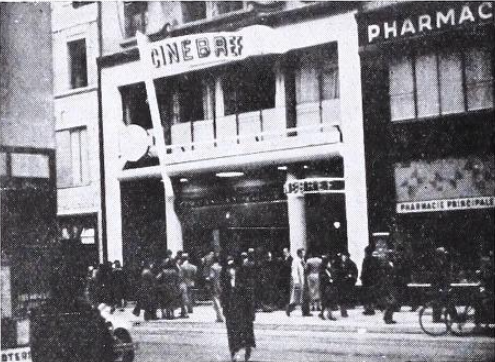
Le Cinébref de Genève en 1938.

Cinébref est une chaîne de salles de cinéma d'actualités fondée en 1935 par Jacques Willy Walch, avec pour slogan « En une heure, à toute heure ».

## Histoire
En 1935, Jacques Willy Walch, un Français originaire de Lyon, ancien pilote d'avion et d'hydravion de la Première Guerre mondiale,, reconverti en homme d'affaires, crée la chaîne de salles de cinéma « Cinébref » dédiée à la projection d'actualités. Le concept est totalement nouveau : la projection commence le matin à 10 heures et prend fin à minuit ; pour un prix modique, le public peut « En une heure, à toute heure » s'informer et se divertir en assistant à un spectacle de projection d'actualités en provenance du monde entier, de documentaires et de films amusants.
Après avoir ouvert des salles dans plusieurs capitales – Paris, Bruxelles, Londres, Amsterdam, Copenhague – et grandes villes européennes – Anvers, Rotterdam, Lyon (1936), Grenoble, Strasbourg (1935, 240 places), Marseille, Lille –, ainsi qu'en Afrique du Nord – Alger et Tunis –, Willy Walch s'associe à Paul Marmonier pour introduire la SA Cinébref sur le marché helvétique en 1936 en ouvrant une première salle à Genève dans l'ancien Caméo,, et l'année suivante deux salles supplémentaires, l'une à Bâle (558 places) et l'autre à Zürich.
En 1938, Willy Walch se retire déjà de la direction des salles suisses pour développer l'activité de la Walch Filmcorporation en France et aux États-Unis,.
En 1943 est créée en Suisse une Caisse de prévoyance en faveur du personnel de Cinebref S.A., à Genève, dont Paul Marmonier préside toujours le conseil, pour « venir en aide aux employés de la société, ainsi qu'aux familles de ce personnel qui seraient dans la gêne en cas de maladie, décès, chômage, crise, accidents ou vieillesse ». Le Cinébref de Genève est démoli en 1967.

## Conception des salles
Willy Walch s'adresse à des architectes et décorateurs de renom pour dessiner les salles. Le plan du Cinébref de Strasbourg, Der Nouvel, est confié à Georges-Henri Pingusson,. Sous l'écran, une horloge donne l'heure.
En 1936, l'aménagement d'un Cinébref dans une vieille maison du centre de Nantes est confié à Marc-Joseph Saugey, qui fait appel à Georges Aubert pour la décoration. La même année, Cinébref est installé à Genève dans l'ancien cinéma Caméo complètement réaménagé : un dispositif anti-bruit et un arrangement spécial des fauteuils permettent un va-et-vient permanent sans déranger les spectateurs, la salle est entièrement climatisée et la cabine de projection ultra-moderne.

## Programme
Les actualités filmées en provenance du monde entier sont soigneusement sélectionnées et des éditions spéciales présentent les grands événements, comme les funérailles du commandant Charcot ; dans les divertissements, les spectateurs peuvent voir des films avec des vedettes comme Shirley Temple, Buster Keaton, Fernandel ou Charlot, mais aussi des productions de Walt Disney ; les documentaires traitent notamment de l'aviation, du sport automobile, du hippisme et d'autres sports. Les spectacles sont conçus pour que les enfants puissent y assister car « tout film immoral, indécent scabreux ou simplement léger sera systématiquement écarté du programme ». En Suisse est instauré un « Comité de contrôle pour la moralité dans les programmes des Cinébref »,.

## Dans la littérature
Dans son livre Le Dernier Français (2012), Abd al Malik évoque le « cinéma pour adultes (le Ciné Bref, au centre ville) » de Strasbourg.